# Costache Conachi
Costache Conachi (1777, Țigănești – 1849, Iași))fue un escritor rumano. Descendiente de una familia aristocrática fanariota, y que ocupó altos cargos en el Principado de Moldavia . p.160 Se cree que la familia Konaki era de origen griego. Según documentos de Paul Păltănea "se puede concluir que la familia Conachi desciende de cultivadores de arroz de la aldea de Știboreni, condado de Vaslui, con urice de la época de Ștefăniță Vodă (20 de abril de 1517-14 de enero de 1527) o incluso de Ștefan cel Mare. La línea femenina de la familia aún no está clara ". p.13 Fue educado por un refugiado francés. Estudió ingeniería, lenguas clásicas, griego moderno, turco y francés.
Fue Gran Boyardo y gran propietario, además de una figura contradictoria en ese momento. porque abogaba por la ilustración del pueblo, realizó un proyecto para reformar la educación en Moldavia sobre el principio "el estudio debe tener un propósito moral". Participó en la redacción del Reglamento Orgánico, formulando algunos artículos que consideraban la unificación de los Principados.

## Carrera administrativa
Inició la actividad realizando obras para la decisión sobre las propiedades de la tierra; Continuó en ello hasta que se retiró debido a la edad y problemas de salud. Fue considerado el mejor ingeniero de fronteras de la época en Moldavia. Fue administrador del condado de Tecuci (agosto de 1806). Staroste del condado de Putna (noviembre de 1809). Aga de la feria Iași (después de noviembre de 1813). Administrador del condado de Tecuci (1815). Vornic de la comunidad de Iași (1816). Vornic de la policía (enero de 1817). Gran vornic (antes de junio de 1820). Presidente del Departamento de Relaciones Exteriores, 28 de diciembre de 1823. Gran Vornic (1824). Miembro de un taller ( logia masónica ) en Iași (1828). Gran logopath (febrero de 1829). Miembro de la comisión moldava de cuatro miembros para la redacción del Reglamento Orgánico (junio de 1829-marzo de 1830). Pavel Kiselev le concedió la Orden de San Vladimir cl. III, por su contribución a los trabajos de redacción. Gran Logopata (octubre de 1831). Conocedor del lugar del gran logopata de la justicia (abril de 1832). Renunció en febrero de 1833. Aunque conservaría el título de vornic. Gran logopath, designado por Kiselev (abril de 1834). Desde 1835, sigue siendo solo un epitropo, especialmente en St. Spiridon y continúa la administración de algunas fronteras. Fue elegido epitropo de los monasterios de Moldavia dedicados al Santo Sepulcro (1837). págs. 244-258

## Obra
Su trabajo no fue valorado por nadie hasta que George Călinescu, Ibrăileanu e Iorga se burlaron de sus poemas, que citó como ejemplos de vergonzosa dulzura. Circulando como popular hasta que se publicaron en volumen, revelado como un verdadero poeta, superior a Văcărești. Dotado de sentido del lenguaje, su lamento lírico está lleno de una solemnidad filosófica que lo convierte en un precursor de Eminescu. Un poeta muy delicado, a menudo evoca los ojos de su amada que "Se precipita con las pestañas / Flecha de las cejas"; los ojos se convierten en seres que se pelean y se acarician, alrededor de los cuales se crean escenarios de broma, de los que no faltan secuestros, flechas, venenos, etc.
La poesía erótica evoca su amor, matrimonio y tragedia, el sentimiento de la naturaleza superponiéndose a los estados de ánimo. La menos valiosa es la poesía llorona ("¡Lloro, suspiro, suspiro, lamento!"), Aunque impresionó a Eminescu. Sus versos eróticos (Poemas, composiciones e interpretaciones 1856 ) combinan la inspiración anacreóntica, a la manera de una poesía galante perteneciente al decadente clasicismo francés, con la lírica violácea de la época.
Las cartas de Conachi al príncipe Ioniță Sandu Sturdza y al metropolitano Veniamin Costache contienen algunas ideas expuestas sobre los problemas del cultivo de la lengua rumana y la emancipación cultural del país.
También hizo algunas traducciones de literatura francesa.